# Triade d'Héliopolis
Dans la mythologie égyptienne, la triade d'Héliopolis est une triade solaire de divinités égyptiennes adorées dans la ville d'Héliopolis (la ville du soleil).
Elle comprend :
- le dieu Khépri, représentant le soleil renaissant
- le dieu Rê, le soleil à son zénith
- le dieu Atoum, le soleil couchant